# قطعنامه ۴۵۲ شورای امنیت
قطعنامه ۴۵۲ شورای امنیت سازمان ملل متحد که در تاریخ ۲۰ ژوئیه ۱۹۷۹ تصویب شد، سندی بین‌المللی دربارهٔ سرزمین‌های اشغالی توسط اسرائیل است. این قطعنامه طی نشست ۲٬۱۵۹ام با ۱۴ موافق، ۰ مخالف و ۱ ممتنع تصویب شد.